# Malva pusilla
Malva pusilla là một loài thực vật có hoa trong họ Cẩm quỳ. Loài này được Sm. mô tả khoa học đầu tiên năm 1794.